# 韩燕如
韩燕如（1913年—2003年），曾用名韩尚宽、劫子，男，内蒙古土默特右旗人，中国民间文学研究家、诗人，曾任中国民间文艺研究会理事。